# 一宮房治郎

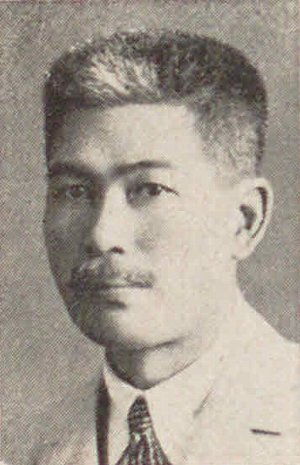
一宮房治郎

一宮 房治郎（いちのみや ふさじろう、1884年（明治17年）9月12日 - 1948年（昭和23年）7月27日）は、日本の衆議院議員（立憲政友会→政友本党→立憲民政党）、ジャーナリスト。

## 経歴
大分県速見郡豊岡町（現在の日出町）出身。1904年（明治37年）、東亜同文書院を卒業。北京で順天時報記者・大阪朝日新聞通信員を務めた後、奉天で盛京時報を創設し、主幹・主筆を務めた。その後は内地に戻り、大阪朝日新聞記者を務めた。
1917年（大正6年）、第13回衆議院議員総選挙に出馬し、当選。以後、当選回数は7回を数えた。その間、高橋内閣で山本達雄農林大臣の秘書官を、濱口内閣で内務参与官を、第1次近衛内閣で海軍政務次官を務めた。
その他に東亜同文会理事も務めた。

## 栄典
- 1930年（昭和5年）12月5日 - 帝都復興記念章[3]

## 著書
- 『赤露より帰りて』（大谷日日新聞社、1925年）
- 『大東亜海戦論』（昭和刊行会、1943年）